# Nijni Reut
Nijni Reut (en rus: Нижний Реут) és un poble de l'óblast de Kursk, a Rússia, que en el cens del 2010 tenia 136 habitants. Pertany al districte rural de Fatej.